# UV-Koordinaten

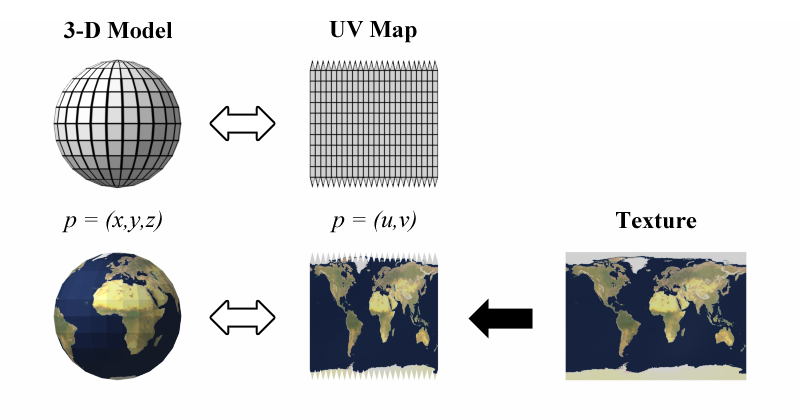
Die Anwendung einer Textur auf einen UV-Raum mit dem entsprechenden Effekt in 3D.

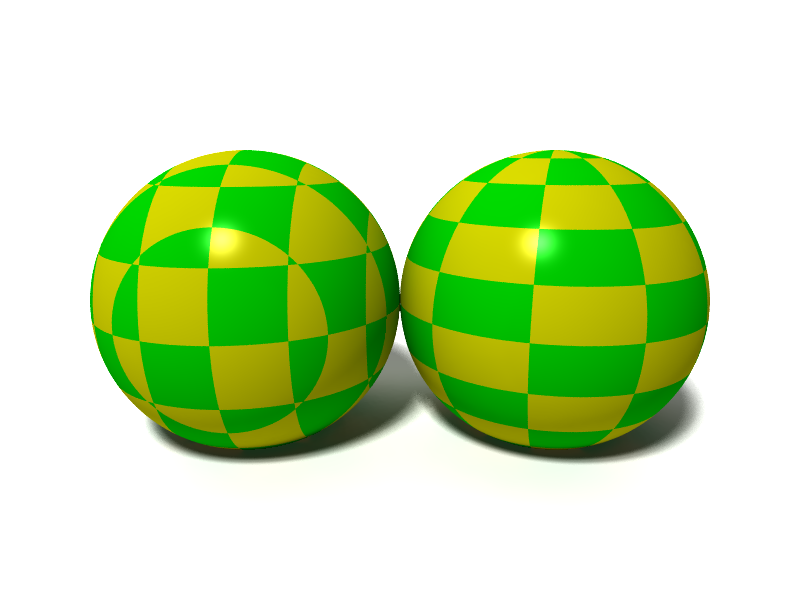
Kugel einmal ohne (links) und einmal mit (rechts) UV-Mapping

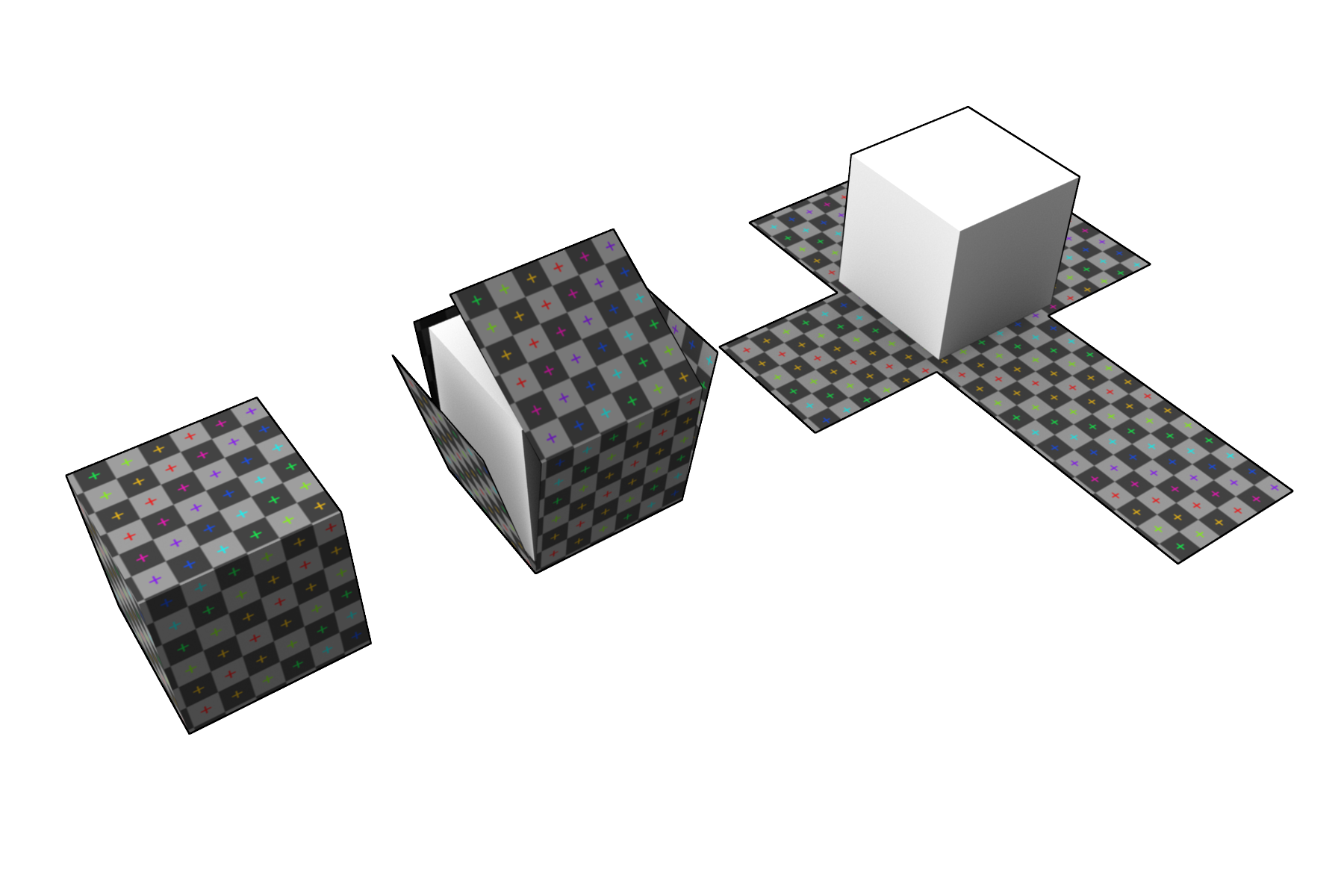
Eine Darstellung des UV-Mappings eines Würfels. Das aufgefaltete Würfelnetz kann jetzt mit einer Textur versehen werden, um den Würfel zu texturieren.

UV-Mapping ist der geometrische Modellierungsprozess der Herstellung eines 2D-Bilds, welches ein 3D-Modell repräsentiert.

## UV-Mapping
Das UV-Koordinaten-System wird bei der Texturierung von Polygonobjekten genutzt, wobei u und v die Texturkoordinaten beschreiben. Die Buchstaben u und v für die Koordinaten sind willkürlich gewählt und haben keine sprachliche Bedeutung (vgl. Buchstaben x, y und z im kartesischen Koordinatensystem). Jeder Punkt des Polygonobjektes bekommt dabei eine eindeutige Texturposition. Wenn die x-Werte und y-Werte für die Position des Polygons benutzt werden, kann eine verzerrte Textur nur mittels abweichender UV-Koordinaten eindeutig positioniert werden.
UV-Texturierung erlaubt es dem Anwender, Polygone, die ein 3D-Modell darstellen, mit einem Bild zu texturieren. Dieses Bild wird UV Texture Map genannt, aber es ist eigentlich nur ein einfaches Bild.
Im rechten Beispiel wird eine Sphäre mit einer karierten Textur versehen, zuerst ohne und dann mit UV-Mapping. Ohne UV-Mapping werden die karierte Kachelung und die Textur aus der Sphäre herausgeschnitten. Mit UV-Mapping ist der UV-Raum und die UV-Punkte auf der Kachel entsprechend ihrer Längen- und Breitengrade aufgetragen.
Wenn ein Modell mit einer 3D-Grafiksoftware als Polygonnetz erstellt wird, können die UV-Koordinaten für jede einzelne Vertex im Netz erstellt werden. Wenn die Szene gerendert wird, wird jedem Polygon die entsprechende Textur zugeteilt.
Eine UV-Map kann entweder von einer Software, manuell vom Künstler oder durch eine Kombination beider Verfahren erstellt werden. Oft wird eine UV-Map automatisch generiert und der Künstler justiert sie, um die Anzahl der Überlappungen und Lücken zu minimieren. Wenn das Modell symmetrisch ist, kann der Künstler gegenüberliegende Polygone übereinanderlegen, um beide Seiten gleichzeitig zu texturieren.
UV-Koordinaten werden über Flächen angewandt, nicht per Vertex. Das bedeutet, dass ein geteilter Vertex verschiedene UV-Koordinaten in jedem seiner Dreiecke besitzen kann, so dass benachbarte Dreiecke abgeschnitten und an verschiedenen Stellen der Texture Map positioniert werden können.
Der UV-Mapping-Prozess benötigt in seiner einfachsten Form mindestens drei Schritte: Auffalten des Polygonnetzes, Erstellen der Textur und die Anwendung der Textur.

## Suche von UV auf einer Sphäre
UV-Koordinaten repräsentieren eine Projektion der Raumvektoren auf die xy-Fläche.
{\displaystyle u=\sin \theta \cos \phi ={\frac {x}{\sqrt {x^{2}+y^{2}+z^{2}}}}}
{\displaystyle v=\sin \theta \sin \phi ={\frac {y}{\sqrt {x^{2}+y^{2}+z^{2}}}}}